# Sang pour sang, le réveil des vampires
Sang pour sang, le revéil des vampires és una monografia il·lustrada sobre la història cultural i el folklore dels vampirs, publicada pel professor Jean Marigny, al 1993.

## Gènesi de l'obra
L'obra va ser una reacció a l'estrena de la pel·lícula Dràcula de Coppola del 1992. Després de la pel·lícula, la cobertura mediàtica que envoltava els vampirs estava en ple apogeu i Gallimard, per a la seua col·lecció "Descobriments de Gallimard", cercava un autor per a escriure un llibre sobre vampirs. Va ser Jean Marigny, conegut per la seua tesi sobre els vampirs en la literatura anglosaxona, qui hi fou triat. Després d'unes setmanes de treball intens per fer coincidir l'estrena del llibre amb la de la pel·lícula, va nàixer Sang pour sang. Fou un èxit immediat. L'any 2010 se'n publicà una edició revisada i corregida, impulsada per l'èxit de la sèrie Crepuscle.

## Introducció i resum
Aquesta obra de butxaca (125 × 178 mm) forma part de la sèrie Cultura i societat (abans pertanyent a la sèrie Tradicions) de la col·lecció “Découvertes Gallimard”. D'acord amb la tradició dels “Descobriments”, aquesta col·lecció es basa en una abundant documentació iconogràfica i una manera d'ajuntar iconografia documental i text, enriquida amb la impressió en paper estucat; és a dir, “autèntiques monografies, publicades com llibres d'art”. És gairebé com una "novel·la gràfica", plena de plaques de colors.
L'autor recorre en quatre capítols la història i l'evolució d'aquesta criatura en llegendes i literatura, des de l'antiguitat fins als carrers il·luminats de Londres: els orígens del mite, la referència a la mitologia grega en concret, la confusió amb els morts vivents, les pors lligades a la pesta en l'edat mitjana... (cap. primer: "L'amor de la sang", pàgs. 13–29); l'Església reconeix oficialment l'existència dels morts vivents (cap. II: "El vampir consagrat", pàg. 31–43); l'edat daurada del vampir és durant la Il·lustració (cap. III: "L'edat d'or del vampirisme", pàgs. 45–63); després, en l'època victoriana, el vampir esdevé un personatge innegable en teatres i tertúlies (cap. IV: "El vampir desperta", pàgs. 65–95). No és Dràcula de Bram Stoker, sinó The Vampire Diaries de John Polidori la primera història moderna de vampirs publicada, de manera que Blood for Blood es dedica a aquest escriptor romàntic.
Jean Marigny explica en l'assaig que Bram Stoker s'inspirà en Carmilla de Sheridan Le Fanu per a la seua novel·la. El llibre tracta, entre altres temes, sobre el culte a la sang, Vlad Tepes, la comtessa Elisabet Bathory, les supersticions, la reacció de l'Església cristiana davant el vampirisme, els vampirs al cinema i el cas del vampirisme del cementeri de Highgate a Londres als anys setanta. La segona part, "testimonis i documents", conté una recopilació d'extractes que es divideixen en set parts.

## Continguts de la nova edició
El corpus
- Inici (p. 1–9 : Max Schreck en Nosferatu, le vampire; Christopher Lee en Dracula, prince des ténèbres; escena d'exorcisme en Dracula, prince des ténèbres; Sadie Frost en Dracula (film, 1992); Gary Oldman en Dracula; Christopher Lee en Le Cauchemar de Dracula; cartell del film Twilight, chapitre I: Fascination amb Robert Pattinson; Béla Lugosi i Helen Chandler en Dracula (film, 1931); Tom Cruise i Nicole DuBois Favre en Entretien avec un vampire (film)
- Capítol primer: "L'amor de sang" (p. 13–29)
- Capítol ii : "El vampir consagrat" (p. 31–43)
- Capítol iii : "L'edat d'or del vampirisme" (p. 45–63)
- Capítol iv : "El despertar del vampir" (p. 65–95)

Témoignages et documents
1. Sur un tyran nommé Dracula (p. 98–99)
2. El vampirisme al llarg dels segles (p. 100–105)
3. La reacció racionalista (p. 106–107)
4. Dracula de Bram Stoker (p. 108–111)
5. Els vampirs i la literatura (p. 112–115)
6. El vampir en poesia (p. 116–117)
7. Els vampirs, de la literatura al cinema (p. 118–119)

Annexes
- Filmographie (p. 120–121)
- Bibliografia (p. 122)
- Taula d'il·lustracions (p. 122–125)
- Índex (p. 125–127)
- Crèdits fotogràfics/agraïments (p. 127)

## Acollida
El lloc web Babelio dona al llibre una valoració mitjana de 3,85 sobre 5, basada en 31 notes. Al lloc web Goodreads, el llibre té una valoració mitjana de 3,94 sobre 5 basada en 49 notes; i una mitjana de 7,9 sobre 10 basat en 12 notes al lloc SensCritique, que sol indicar opinions generalment positives.
En el diari Le Monde, un autor anònim pensa que aquest assaig és "una obra petita molt maca, molt instructiva i molt juganera, vademècum al país dels bevedors de sang".
Al lloc web Vampirisme, la crítica afirma: "Aquesta obra de Jean Marigny, publicada l'any 1993, és un model del gènere. L'autor hi ressegueix la cronologia del mite del vampir, des de l'antiguitat fins ara. […] L'obra també està molt ben documentada, molt ben il·lustrada, i embellida amb apèndixs molt interessants, ja siguen anècdotes sobre Dràcula, transcripcions dels informes més coneguts que confirmen l'existència dels vampirs, extractes de novel·les i poesies, o fins i tot pregàries per a expulsar vampirs. En resum, si voleu aprofundir en el tema dels vampirs, aquest és el llibre que necessiteu".
En la revista en línia Le Salon Littéraire, Matthieu Buge en feu una crítica positiva: "Amb l'ajuda d'il·lustracions i documents, Jean Marigny explica amb senzillesa els múltiples orígens del que un dia es convertiria en el comte Dràcula. […] El vampir és un personatge tan habitual en la ficció literària i audiovisual dels dos darrers segles que ens és massa familiar i potser tendim a no fer cap pregunta sobre ell. Amb l'ajut de documents de diferents èpoques, Jean Marigny (re)descobreix amb gust un bon nombre de detalls fascinants de la construcció de la llegenda, les fonts i els propagadors, en una obra accessible, sintètica i completa com qualsevol bon "Descobriments Gallimard"".